# QNB Group
Qatar National Bank (QNB Group) (en árabe بنك قطر الوطني) es un banco comercial multinacional catarí con sede en Doha, Qatar. Fue fundado en 1964 y actualmente tiene subsidiarias y asociados en 31 países en tres continentes. La propiedad del banco está equitativamente dividida entre la empresa pública Qatar Investment Authority y miembros del público general.

## Historia
QNB fue fundado el 6 de junio de 1964 como el primer banco comercial de propiedad nacional. Tenía 35 empleados en su primer año y tenía inicialmente su sede principal en un edificio propiedad del gobierno en la capital de Qatar, Doha. Las dos divisas en circulación en ese tiempo eran la rupia india y la libra esterlina. A medida que la población de Qatar continuó creciendo a lo largo del siglo, QNB empezó a establecer sucursales en otras partes del país.
En 1974, se abrieron las primeras sucursales fuera de Doha en Al Khor y Mesaieed. El banco instaló sus primeros cajeros automáticos en 1988 en sus sucursales en Doha, e introdujo la tarjeta VISA para sus clientes al año siguiente.
En 2013, QNB adquirió el entonces mayor banco del sector privado de Egipto, el National Société Générale Bank, de manos de Société Générale, y lo rebautizó como QNB Al Ahli. Para 2015, había fundado 76 sucursales en Qatar. En 2016, QNB adquirió el banco con base en Estambul Finansbank de manos del Banco Nacional de Grecia. Para 2017, QNB también poseía el 82,59% del accionariado del Bank QNB Indonesia.
A 30 de septiembre de 2020 el beneficio neto era de QR 9500 millones (US$ 2600 millones). El total de activos también creció un 8% y a 30 de septiembre de 2019 alcanzaban QR 986.000 millones (US$271.000 millones).
En 2024, QNB reforzó su identidad en dos de sus principales mercados en el extranjero, eliminando gradualmente las marcas Al Ahli en Egipto y Finansbank en Turquía.